# Ороёк (река)
Ороёк — река в Среднеканском муниципальном округе Магаданской области. Длина водотока 39 км. Впадает в реку Колыма справа, в 1141 км от её устья. Речка чистая, быстрая, каменистая. Основная рыба — хариус и чукучан (каталка). В месте впадения в Колыму располагался посёлок Ороёк, служивший базой для золотодобывающего прииска Глухариный.

## Притоки
Основные притоки впадают слева: в 6 км от устья ручей Близкий длиной 14 км и в 12 км от устья ручей Ламутский-Ороёк длиной 22 км.

## Данные Государственного водного реестра
По данным Государственного водного реестра река Ороёк относится к Анадыро-Колымскому бассейновому округу, речной бассейн — Колыма, речной подбассейн — Бассейны притоков Колымы до впадения Омолона, водохозяйственный участок — Колыма от в/п ГМС Коркодон до в/п г. Среднеколымск.